# ランズクルーナ
ランズクルーナ（Landskrona, Landskrona Kommun, Landskrona Stad [lans ̌kruːna]）は、スウェーデン南部のスコーネ県（Skåne Län）にある都市。人口は約3万3千人。デンマークとの国境であるエーレスンド海峡に面している。

## 地理
ランズクルーナは、北にヘルシンボリ、南にルンドがあり、その間に位置している。西側はデンマークとの国境であるエーレスンド海峡に面している。また、海峡に浮かぶ島、ヴェン島（Ven, ランズクルーナ市）への航路がある。

## 歴史

### 起源
ランズクルーナは1300年代以前、セードラ・セービー（Södra Säby）と呼ばれる小さな漁村で、村の主な産業はニシン漁であった。
1413年、セードラ・セービーはカルマル同盟の君主エリック・アヴ・ポンメン（Erik av Pommern, デンマーク王エーリク7世）から都市（Stad）の権利を与えられ、ランズクルーナ（Landskrona）と名付けられた。王は「国の冠（Landets krona）」となる巨大な商業都市を創り、ハンザ同盟との競争の中で強力な武器とすることを考えていた。中でも、バルト海への自然の入り口であるエーレスンド海峡の統治を強化する必要があった。
エリック・アヴ・ポンメンは町を築き、サンクト・ヨハネス・バッティステ（S:t Johannes Baptistae）教会を建設した。教会はルンドの大聖堂とおおよそ同じ規模で、この町の発展がいかに強力であったかを物語っている。ところが、ランズクルーナが急速に発展するにつれ、ハンザ同盟との対立も激しさを増し、1428年、ハンザ同盟の艦隊がランズクルーナを攻撃し、略奪や火災により壊滅的な打撃を受けた。
町はすぐに再建されたが、数十年後にスウェーデン王カール・クヌートソンにより占領されたため、再び戦火に見舞われることとなる。しかし幸いなことに、この時ランズクルーナは全体的な破壊からは免れた。
その後、1400年代終わりにランズクルーナは急速に発展を遂げ、商業の中心として、多くの貿易商人が訪れるようになった。

### 城砦都市

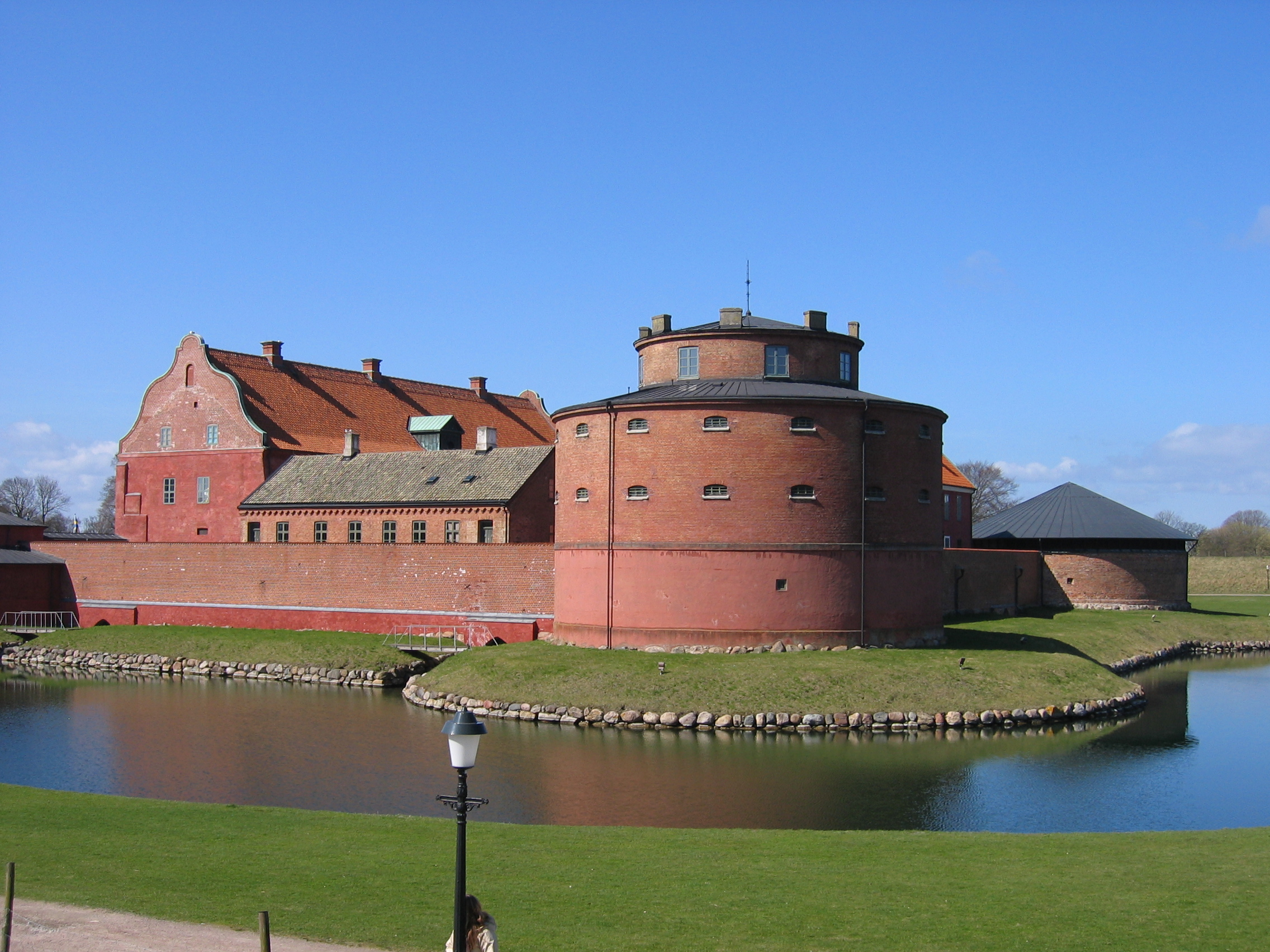
シータデッレット（Citadellet）城

デンマーク王クリスチャン3世は1549年、地方官吏であったペーデル・スクラーム（Peder Skram）に命じ、ランズクルーナに城を築き城砦で固めた。築城に10年余りを要したシータデッレット（Citadellet）城は、今でもなおランズクルーナのシンボルになっている。
1658年、スウェーデンとデンマークの間にロスキレの和議が結ばれた後、城砦はその形を変える。内堀の内側に沿って堤防が築かれ、城の外側には4つの稜堡（りょうほ）が作られた。更に外側には外堀も設けられた。この改修により、4つの稜堡と外堀により、シータデッレットはちょうど四角形になった。この城砦は、当時北欧で最も近代的な形であった。
1663年に、ランズクルーナは、スコーネの首都となった。しかし1675年にスコーネ戦争が勃発すると、栄光の時代はすぐに終わりを迎えてしまう。4年間の戦争により、ランズクルーナは荒廃してしまった。スコーネ知事のヨハン・ギッレンスティーエナ（Johan Gyllenstierna）により壮大な再建計画が持ち上がったが、彼の急死により計画は実現されなかった。

### 近代都市
1700年代前半、ランズクルーナを商業都市として再建しようとする動きが出てきた。この計画は古い建物を全て取り壊し、町を南側の入り江の方に移すというものであった。しかしこの計画はランズクルーナの住民には受け入れ難かった。またさらに、この計画には多大な費用がかかった。そこで新しい都市は徐々に発展させることになり、古い建物も壊されることはなかった。
1800年代以降、ランズクルーナは近代都市へと急速に舵を切る。町は城砦の都市から開かれた工業都市、商業都市へと姿を変えた。この頃スウェーデンの実業家、ユストゥス・トランフェル（Justus Tranchell）がここに拠点を置いていた。彼は息子であるカールと共に砂糖産業を発展させ、これによりスウェーデンの“砂糖王”となった。
一方港では造船業が発展し、1920年代から1930年代の不況期を除いて、ランズクルーナの造船業は1970年代まで堅調に発展していった。しかし、1970年代、スウェーデンに造船危機が訪れ、ランズクルーナにもその波は及んでいる。

## 地区
- ランズクルーナ（Landskrona）
- ヘリヤップ（Häljarp）
- グルムスレーヴ（Glumslöv）
- アスムンドトップ（Asmundtorp）
- サクストップスクーゲン（Saxtorpsskogen）
- ヘシュレーヴ（Härslöv）
- アンネレーヴ（Annelöv）
- クヴェレーヴ（Kvärlöv）

## 交通
- ランズクルーナ・トロリーバス

## 出身者
- ピーター・ウィルドアー - ミュージシャン。市内のグルムスレーヴ出身。
- エヴァ・オーリン - 女優。
- ヨナス・オルソン - サッカー選手。サッカースウェーデン代表。
- アルヴァル・グルストランド - 眼科医。1911年のノーベル生理学・医学賞受賞。
- ラスムス・リンドグレン - サッカー選手。サッカースウェーデン代表。

## スポーツ
- ランズクルーナBoIS - ランズクルーナをホームとするサッカークラブ

## 友好都市
ランズクルーナには4つの友好都市がある
- グロストルプ（Glostrup） -  デンマーク
- コトカ（Kotka） -  フィンランド
- プロヒンゲン（Plochingen） -  ドイツ
- ヴォル（Võru） -  エストニア